# Vălči dol
Vălči dol (in bulgaro Вълчи дол?) è un comune bulgaro situato nella regione di Varna di 12 338 abitanti (dati 2009). La sede comunale è nella località omonima.

## Località
Il comune è formato dall'insieme delle seguenti località:
- Bojana
- Brestak
- Červenci
- Dobrotič
- General Kiselovo
- General Kolevo
- Esenica
- Iskăr
- Izvornik
- Kalojan
- Karamanite
- Krakra
- Metličina
- Mihalič
- Oborište
- Radan Vojvoda
- Stefan Karadža
- Štipsko
- Strahil
- Vălči dol (sede comunale)
- Vojvodino
- Zvănec